# Mount Sabine
Mount Sabine je výrazná hora o nadmořské výšce 3719 metrů, z většiny bez sněhu ve východní Antarktidě Viktoriině zemi v pohoří Admirality. Hora se tyčí mezi vrcholovými konci ledovců Murray a Burnette.
Hora byla objevena 15. ledna 1841 antarktickou expedicí (1839–1843) britského polárního průzkumníka Jamese Clarka Rossa. Ten horu pojmenoval na počest irského astronoma Edwarda Sabina (1788–1883), sekretáře Královské společnosti a
podporovatele jeho expedice.